# El Toboso
El Toboso è un comune spagnolo di 2 069 abitanti situato nella comunità autonoma di Castiglia-La Mancia.

## Don Chisciotte

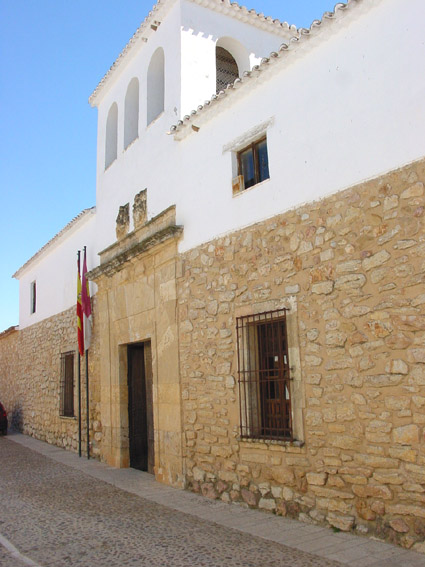
La casa museo dedicata a Dulcinea.

El Toboso è popolare come luogo d'origine del personaggio di Dulcinea nel Don Chisciotte di Cervantes.